# 三星集团
三星集團（：／ Samseong Geurup）是一家总部設於韩国首尔的跨國綜合企業，经营领域涵盖电子、金融业、保险、生物制药、建设、化工业、医疗等等广泛领域。其旗下子公司包含三星电子、三星顯示、三星电机、三星物产、三星重工、三星生命等子公司，其中至少超过3家子公司为美国《财富》杂志评选为世界500强企业之列。 2014年，三星集团拥有多达85家下属子公司（不包含子公司的子公司）及若干其他法人机构，员工总数为48.9万人，总资产高达9,295亿美元，营业额高达3,050亿美元。三星集团1996年跻身全球第五大集团，包括多个下属公司及若干其他法人机构，在近70个国家和地区创建了近300个法人及办事处，员工总数50.6万人，共有至少62家子公司，总资产高达1,070亿美元，员工平均年薪高达7,130万韩元（6.7万美元），三星在韩国出口额的312亿美元中占了18.1%，而在2004年更达到592亿美元，为出口额的20.7%。在2003年在韩国政府税务预算中，三星占了6.3%的税款。
2006年，若將三星集团視為国家经济体来排名，三星集团是全球第35大经济体，大于阿根廷。而韩国在美国注册的8,782项专利中，有至少3,611项是三星电子所申请的，所占比率超过40%。从1999年的31亿美元，到2006年的162亿美元，三星的品牌价值成长了五倍之多，2002年，三星电子的市值首度超越日本索尼，4年后，三星电子跻身千亿美元俱乐部；2009年，三星電子市值一度超越英特爾成為全球市值最大半導體製造商。自2001年起至2010年底，10年间三星在半导体的营收成长高达355%，目前排名世界第2，与龙头英特尔相比，市占率仅有4.1%的差距。2013-2018年，三星集团在中国社科院CSR研究中心发布的《企业社会责任蓝皮书》中连续6年蝉联在华外资企业社会责任排行榜榜首。三星 2019 年的收入为 3050 亿美元，2020 年为 107+ 亿美元，2021 年为 2360 亿美元。

## 历史

### 创业

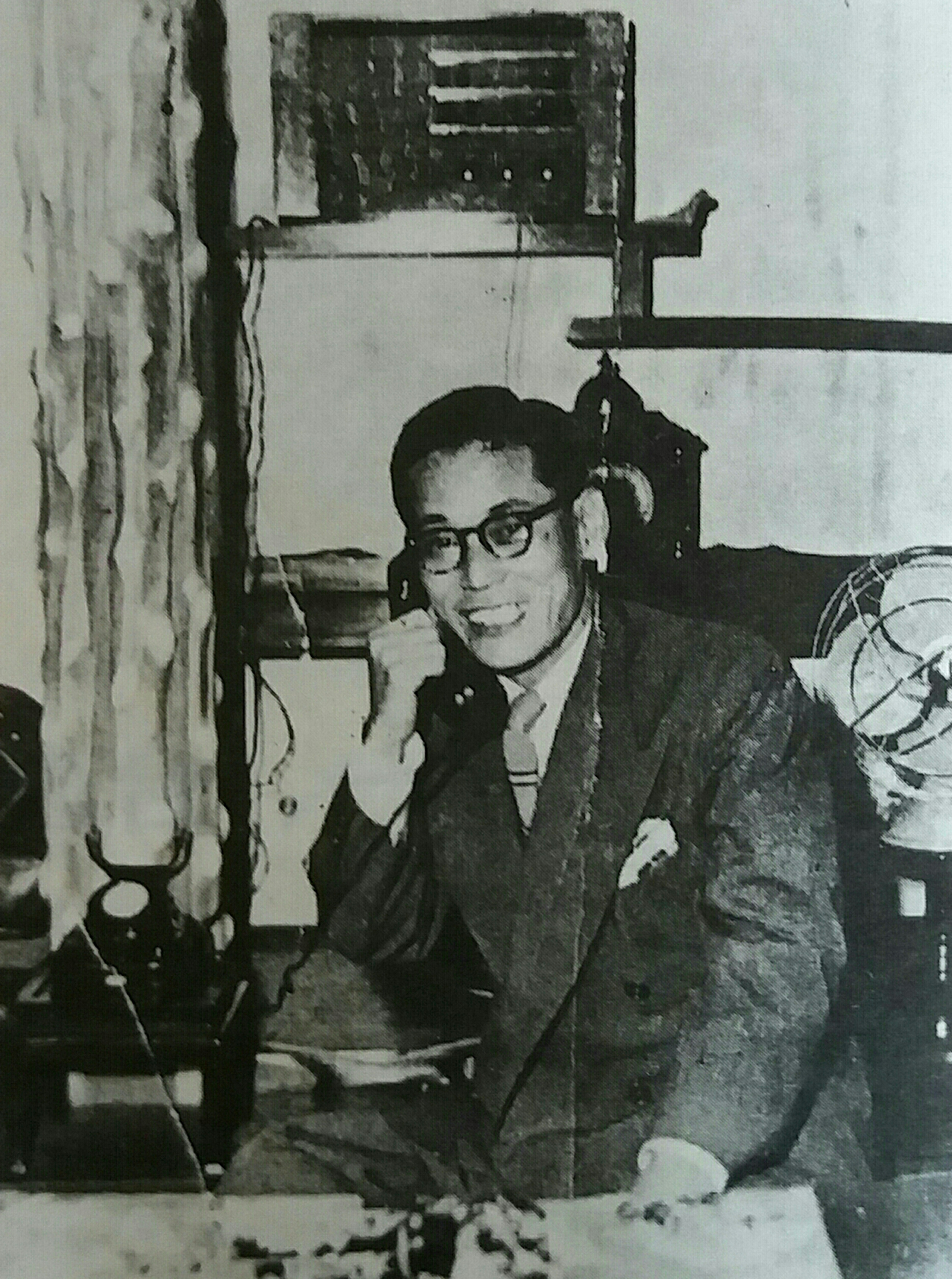
三星创始人李秉喆

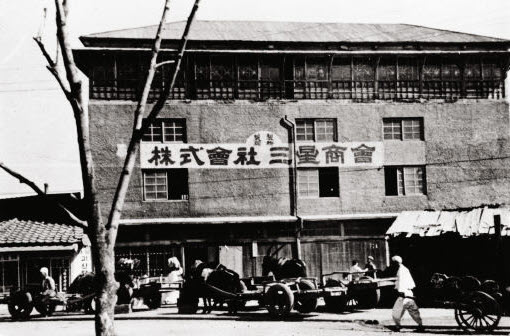
1930年代大邱的三星商會

三星集团的历史可以追溯到1938年3月1日三星创始人李秉喆在大邱成立“三星商会”。当时的三星商会只有3万韩圆的资本，主要从事将浦项干鱼和大邱水果出口到中国北方的业务:29:2。对于“三星”这个商会名称，李秉喆的解释是“在韩国‘三’代表大、多、强，‘星’永远闪耀着纯洁的光芒，代表明亮、永恒与不灭，所以选择‘三星’作为商会的名字。”:2
1948年11月，“三星物产会社”在首尔正式成立，三星开始从事真正意义上的国际贸易，主要业务是将韩国海产品出口到香港、澳门、新加坡等地，同时进口钢材、医药品、白糖、缝纫机和化肥等商品。朝鲜战争爆发后，由于战争的破坏，三星物产公司宣告破产。1950年12月15日，“三星物产株式会社”在韩国战时临时首都釜山成立。1952年1月，三星物产收入已达60亿韩圆，净利润20亿韩圆，走上了快速成长之路。随着业务范围的不断扩大，三星于1954年7月1日将总部迁往漢城。:29:2

### 发展
朝鲜战争结束后，韩国政府实施以纺织、面粉、制糖和水泥为重点的进口替代战略。从国际贸易中实现原始资本积累的三星开始进入生产领域。1953年11月，“第一制糖”在釜山成立。1956年5月，“第一纺织”在大邱成立。凭借对进口商品的价格优势，三星成功地占领了韩国国内糖和毛纺织品市场:29:2。与此同时，通过创立、收购、资本参与等手段，三星将“安国火灾”、“韩国轮胎”、“孝星物产”、“勤和物产”、“丰国酒精”、“天日证券”、“东日纺织”、“湖南化肥厂”等企业纳为己有:2-3。1956年，三星购买了兴业银行和韩兴银行的巨额股份，成为这两家银行的最大股东:29。20世纪50年代中期的三星集团已经初具规模，成为生产、流通、金融一体化的韩国财阀。:29:2
1961年5月16日，朴正熙发动五一六军事政变后，李秉喆遭冠贪污罪名。他被迫向朴正熙政府交纳了8亿韩圆，银行也由政府接收。1962年，李秉喆创建了年产33万吨尿素的韩国化肥厂。在工程即将竣工的时候，三星被爆以进口白水泥等建筑材料为名走私糖精原料。对此事的真实内幕，李秉喆的长子认为是朴正熙事前与李秉喆合谋，支持三星走私。所获的资金，一部分用于支持朴正熙的下届总统选举，一部分用于化肥厂的建设以及三星原始资本的积累。在化肥厂快竣工时，朴正熙故意利用媒体揭发三星走私。最终，李秉喆被迫把三星集团51%的股份捐献给国家以了结此事。由于此次事件源于人事管理松懈，三星从此开始不惜对职员进行降职的严格处分，也就有了李秉喆的名言“企业就是人”（为企业创造财富的不是权和钱，而是人）。几年后，三星开始公开招聘职员，是韩国最早采用这种方式录用职员的财阀。1965年，李秉喆创建“东邦生命保险公司”（今三星生命保险公司），接管了新世界百货，成立“东洋广播”（TBC），并创办《中央日报》。:29-30:4

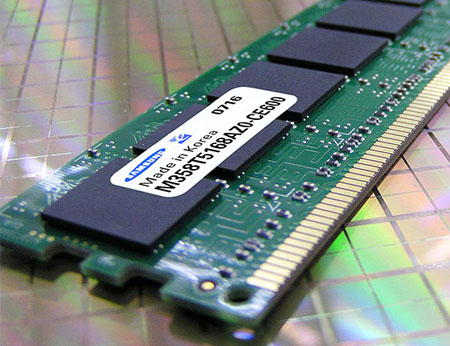
韩国三星电子是世界最大的储式半导体生产商

1968年6月19日，韩国政府发表将电子工业作为出口战略型产业的8年基本计划。1969年1月，“三星电子”在这个背景下正式成立。同年12月，三星与日本三洋公司合作成立“三星三洋电机股份公司”，于1974年3月更名为“三星电机”:4-5。1975年，三星物产經韩国政府指定为第一家综合贸易商社。在韩国政府推动重化工产业战略期间，三星于1974年建立了三星石油化学公司、三星重工业公司，1977年成立三星综合建设公司，1978年成立韩国工程公司。不过三星1970年代最大的事业还是电子部门的扩充：1970年成立三星电管公司；1973年成立三星电子零部件工业公司；1974年成立三星半导体公司；1974年12月收购韩国半导体韩方股份；1977年12月收购韩国半导体美方股份，并将其改名为“三星半导体”独立经营；1980年1月将三星电子与三星半导体合并为三星电子。1984年，三星在众多韩国财阀中率先引进英特尔等美国企业技术批量生产64K DRAM。通过科技研发，三星逐渐成为该领域的领跑者。1987年，三星电子成功研发出当时处于世界领先水平的4M DRAM :30-31。1985年，三星成立数据系统公司（今天的三星SDS）:150。同年，三星集团首次进入美国《财富》杂志全球50大企业之列，位居42位:37。

### 第二次创业
20世纪80年代初，三星集团已经发展成为拥有30个子公司，125个海外分公司，21个海外现地法人，10.5万名员工，经营范围涉及机械、电子、造船、建筑、化工、纤维、食品、贸易、金融、保险、零售、医院、酒店等诸多领域的大型跨国公司。1983年，三星总资产为14,353亿韩圆，自有资本3,214亿韩圆，负债35,039亿韩圆，负债率为567.83%，不仅高于韩国制造业360.3%，也高于韩国50大企业集团454.8%的平均水平。其恶化的整体财务状况显示三星已经患上了“大企业病”:4-5。1987年11月，李秉喆去世后，其三子李健熙出任三星第二任会长。1988年3月22日，李健熙在三星50周年庆典上发表要将三星在21世纪到来之前打造成新型国际企业的“二次创业宣言”，并提出“自律经营”、“重视技术”、“尊重员工”的二次创业精神。三星从这一时期开始废弃了原来各子公司各自使用的三星标识，统一使用集团商业标识:6:55。
1993年6月6日至24日，三星在德国法兰克福举行了200多人的实务高级管理层会议，开始了新经营运动。为提高竞争力，三星将新经营内容分为“质经营”、“信息化”、“国际化”、“复合化”几部分，其中质经营是其核心，商品品质、经营品质、人的品质是其三大基础。为实现信息化，三星构筑了信息基础设施，改进产品企划力，加速内部公司间电子流程系统的整合，并在对电脑、系统、软件进行大幅提升的同时还进行了超高速通信网全球性构筑、果川与九美两个信息网络中心的开馆、信息共享体制的确立、信息化管理体制的构筑等。为实现国际化，三星在世界各地兴建生产基地、研发中心和设计中心，有效地利用世界各地的资金、技术、文化、人力等资源提高三星的国际化程度。复合化是指三星通过创造性的设计与开发使其产品能同时用于多个领域，从而提升整体的实用效果和价值。新经营的实践组织由“新经营实践委员会”和“新经营实践事务局”构成，集团内部与之公司各自设立组织进行管理。新经营期间，三星年平均销售额增长了2倍，年均收益增长了3.8倍，员工收益增长3.1倍，总资产增长1.9倍，海外资产增长3.1倍。:6-8

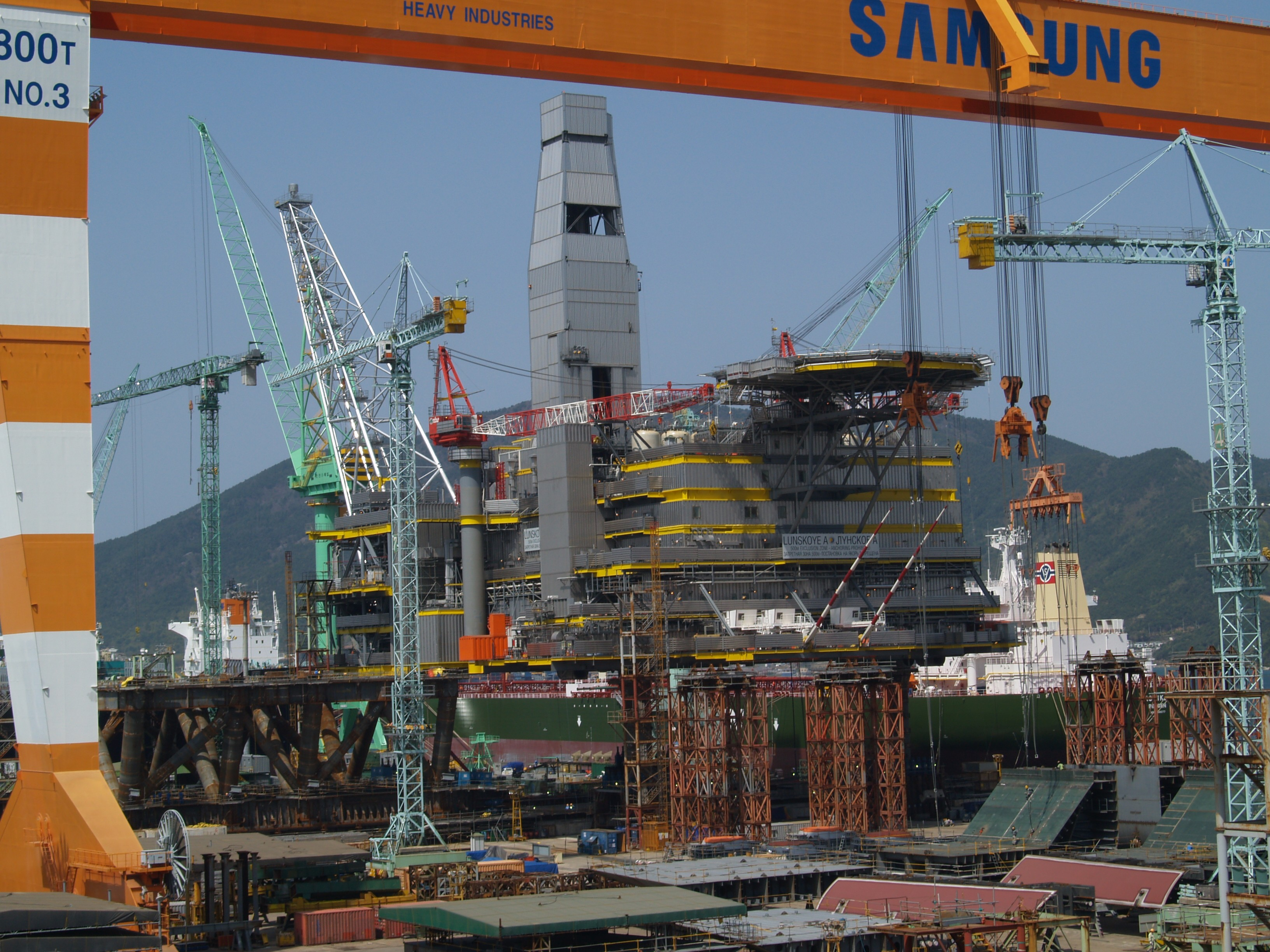
三星重工造船厂

李健熙掌管三星之后，三星开始参与石油化学和汽车产业，使三星成为名副其实的网罗所有行业的“综合性财阀”，显示出“李健熙特色”。1988年，李健熙成立三星综合化学公司，和三星石油化学、第一毛纺，以及现代集团一起实现了从石油分解到石化产品的一条龙式的生产体系。1989年，随着1986年限制汽车投资的《工业发展法》的实效，三星不顾韩国既有5大汽车公司的反对，从日产引进了内燃机技术，开始生产大型商用汽车，1994年，开始生产小轿车。在事业方面，三星在1990年代开始对内部重复部门进行整顿。1992年，全州造纸公司、朝鲜饭店、新世界百货陆续从三星集团分离出来，三星电子、三星电管和三星数据系统等相互重复的企业得到了整顿。此外，随着三星物产声望逐渐减小，李健熙还对三星物产的设计规划部门进行了缩减。:32-34

### 应对亚洲金融危机

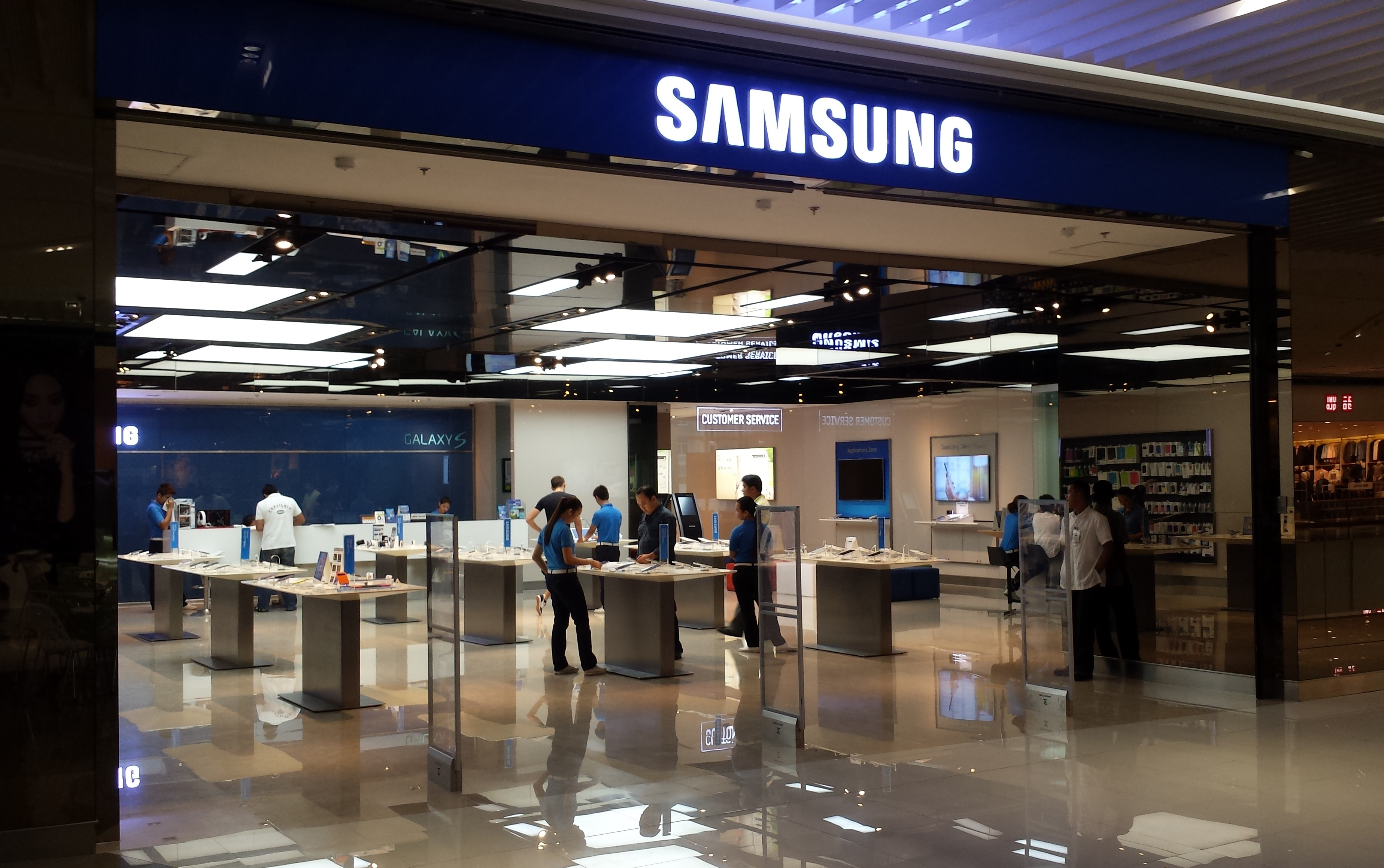
三星电子在菲律宾的一个门店

1997年亚洲金融危机的爆发使韩国经济遭到重创。三星集团也遭到全局性的损失。相当于三星净资产3倍的180亿美元长期负债，生产管理不善引起的大量产品库存积压，拥有过多非核心资源导致每月高达2.13亿美元的损失使三星集团濒临破产:8。刚刚成立不久的三星汽车彻底垮台，成为三星集团沉重的包袱和三星发展史上的最大败笔:33。
为应对亚洲金融危机的冲击，三星集团进行了高强度的产业结构调整，将流通、国防、建筑、机械、汽车等7大产业部门转卖给海外公司，将子公司的数量由原来59个减少到45个，并将电子、金融、贸易确定为未来的核心产业。1997年3月，新上任不久的三星电子代表理事尹钟龙将三星电子的产业结构分为“种子事业”、“苗圃事业”、“果树事业”三大类，并将经营资源进行战略性调整。移动通信系统、Networking、大规模集成电路獲选为“种子事业”。数字电视、便携式信息终端设备、TFT-LCD入选苗圃事业。大型彩色电视机、显示器、笔记本、手机、存储型半导体則选为“果树事业”。此外，三星还在保护股人利益的同时进行大量裁员。尹钟龙撤销了三星的“终身雇佣制度”，裁员5.4万人，同时引入大批具有国际从业经历和开拓创新思想的业内精英，以求改变三星的思考和行为模式。另外，三星还进行了财物清查、评估，将事关存亡的子公司进行保护，清除库存产品并积极收回其它企业拖欠账款。通过资产置换等方法使借款额降低了46%，资产负债率降低了70%。到1999年，三星全部清除了各子公司之间的相互担保金，使旗舰公司进入独立自主经营时期:8-9。
2000年，三星实现利润8.3万亿韩圆:35。2003年，三星股票价值总额达到65.8万亿韩圆，相当于当年现代、LG、SK集团三家股票值总额，以及韩国股票交易所市价总额的24.9%:8-9。

### 亚洲金融危机后的重起飞

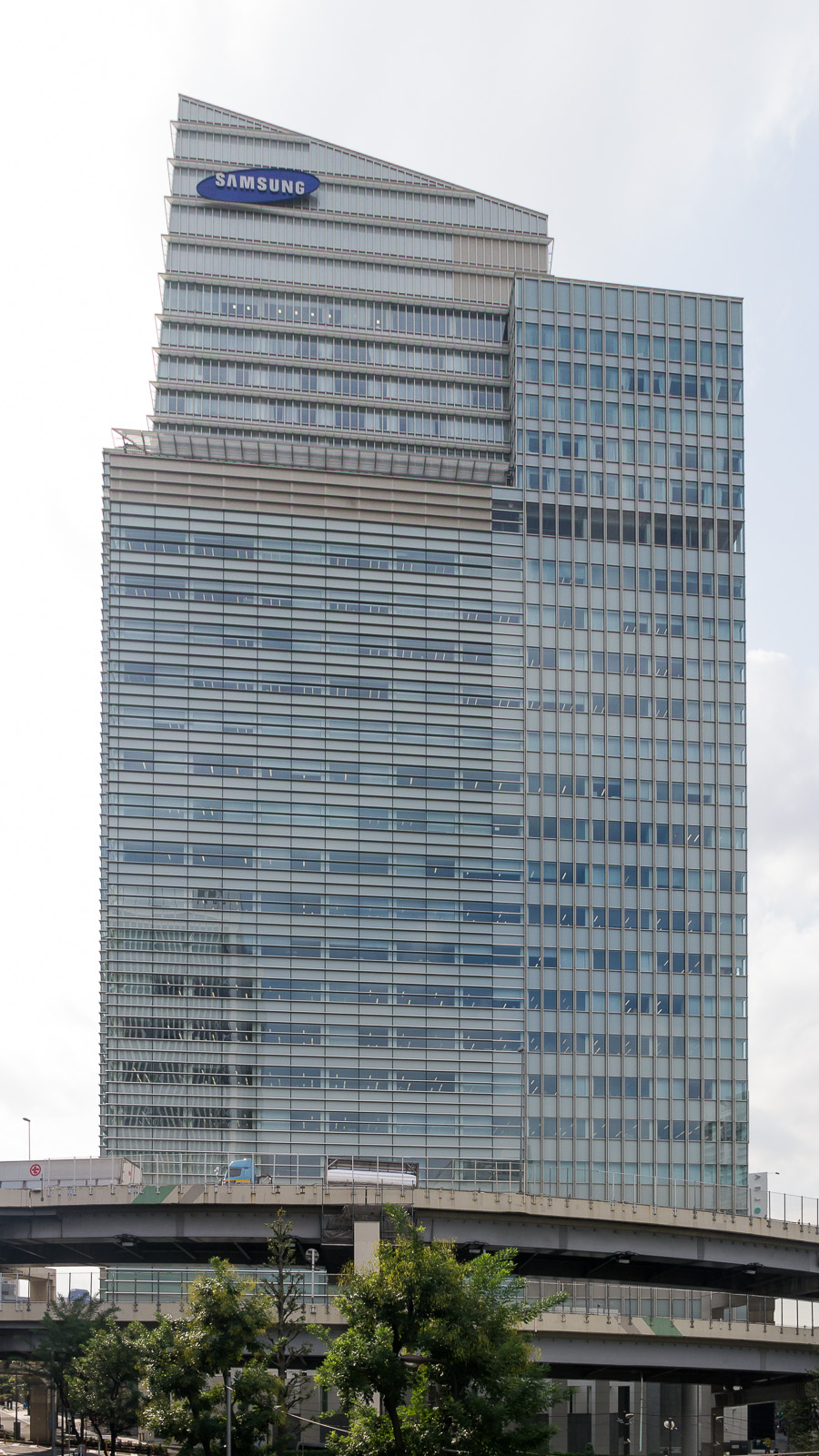
三星日本总部大楼

2004年，三星旗下的三家子公司进入美国《财富》杂志世界500强行列，其中三星电子排名55，三星生命263，三星物产493:152。2006年，三星超越日本松下电器Panasonic，成为全球第一大液晶电视供货商，至今仍是世界第一。2009年，三星电子销售额达到1178亿美元，超越惠普，成为全球最大科技公司。其市值达到1102亿美元，比英特尔市值高出了8.6亿美元，成为全球最大半导体厂商。2011年，三星电子跻身美国《财富杂志》全球第22大企业:53。2013年，三星智能手机的全球市场占有率达到37.7%，为苹果的（18.7%）的两倍，成为全球市场占有率第一:44。2014年5月9日，人力资源服务公司任仕达（Randstad）发布“2014年全球最具吸引力雇主排行榜”，韩国三星电子位居全球第三。
2008年，李健熙因非法资金案辞职，后于2010年复任三星集团会长，并由其长子李在镕担任三星电子副社长:53。2010年12月，李在镕升任社长位置。2012年12月，李在镕出任三星集团副会长，成为三星集团的实际控制人:57。
2017年第二季度，三星电子销售额达到158亿美元超过英特尔的147.6亿美元，成为世界半导体芯片市场新的霸主。同年，三星电子在克服Galaxy Note 7手机电池起火危机后，在Interbrand全球品牌排行榜中名列第六位，连续第六年进入世界品牌前十强。
2019年7月26日，三星电子旗下三星SDS與越南第二大信息通信技術公司CMC Corporation 在河內簽署了一份戰略投資合作協議，三星SDS将入股CMC Corporation25％股權

## 标志
- 三星商会所产面条的商标（1938－1958）
- 三星集团标志（1969－1979）
- 三星集团的标志（1980－1992）
- 三星集团的标志（1980－1992）
- 三星集團现在的标志（1993-至今，除三星電子外，其他三星公司仍在使用）[15]
- 三星電子現在的標誌（2015-至今，三星電子當前的企業標誌）

### 音频标志
三星还拥有曲调为“E♭, A♭, D♭, E♭”的音频标志，由Musikvergnuegen和Walter Werzowa设计。

## 集团高层

### 历任理事会会长
| 任別 | 姓名           | 就職時間 | 卸任時間 |
| ---- | -------------- | -------- | -------- |
| 1    | 李秉喆         | 1938年   | 1987年   |
| 2    | 李健熙         | 1987年   | 2008年   |
| -    | 李洙彬（代理） | 2008年   | 2010年   |
| 2    | 李健熙         | 2010年   | 2020年   |
| -    | 李在鎔         | 2022年   | (現任）  |

## 集团下属公司

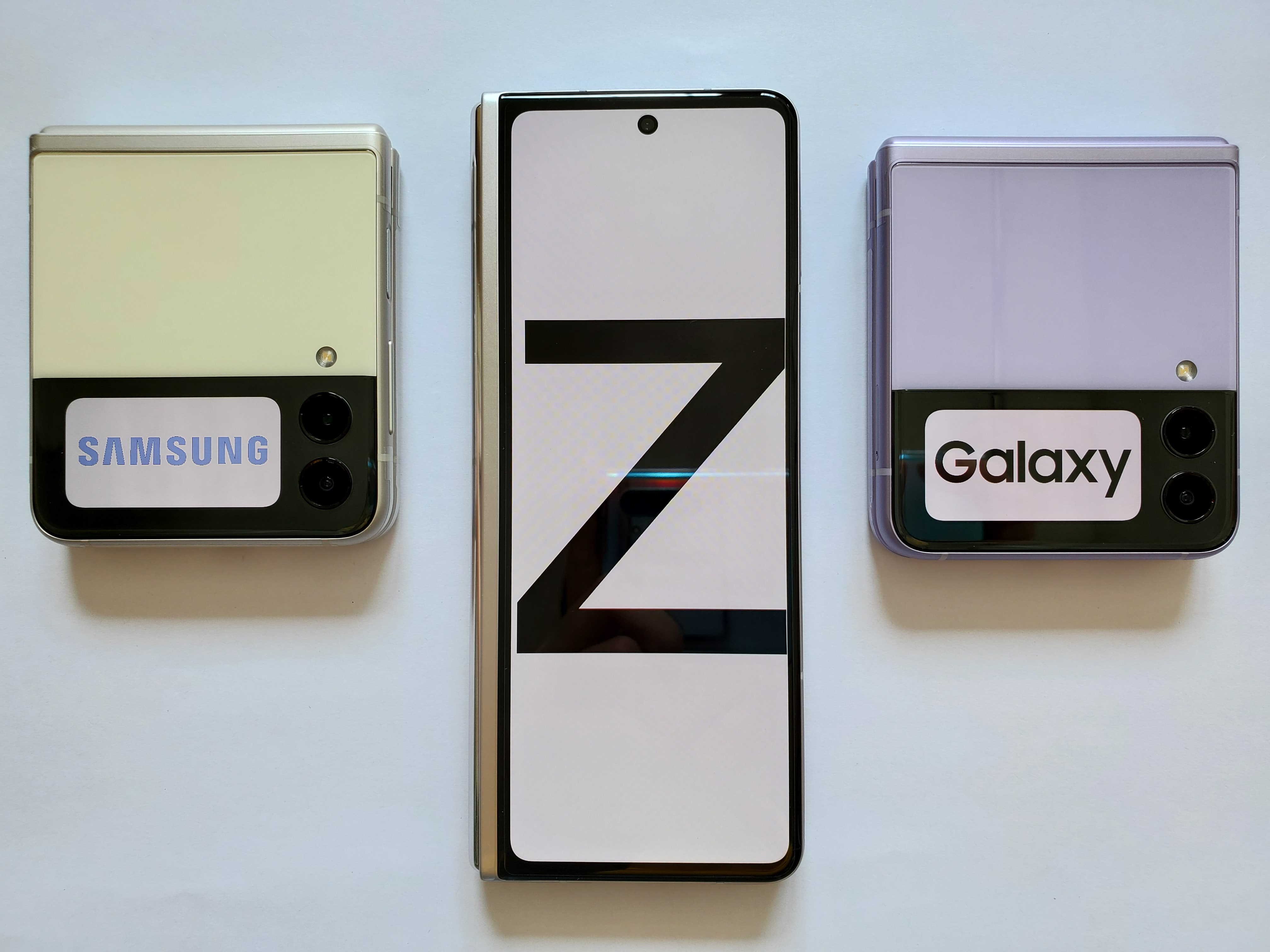
三星电子是全球最大的智能手机生产商

三星集团旗下共有多达85家子公司（不包含子公司的子公司）。

### 电子
- 三星电子——为世界最大的智能手机、DRAM、NAND Flash生厂商与世界最大的信息技术公司，主要业务为消费型电子、DRAM与NAND Flash、智能手机、功能手机、微控制器和微处理器、无线通信芯片与晶圆代工，是集团旗下的旗舰子公司之一。
- 三星显示——为世界最大的显示器公司，主要业务为生产LCD与AMOLED面板与螢幕，由三星电子面板部门和三星移动显示器（SMD）及S-LCD集合而成的公司。
- 三星SDI——主要生产太阳能电池、燃料电池、能源储存等。
- 三星SDS（英语：Samsung SDS）——主要业务为IT相关业务，提供ICT服务。
- 三星电机——主要业务为生产电子组件。
- 三星网络——主要业务为电信相关业务。
- 三星康宁精密玻璃——主要业务为制造TFT-LCD玻璃基板、等离子过滤器、显像管和玻璃。
- 三星航空——主要业务为生产三星贝尔427，为贝尔、波音、空中巴士等公司的产品提供服务。

### 机械
- 三星重工 - 主要业务为船舶制造。
- 三星物產 - 主要业务为制造电子零件装备、军用飞机和军械零组件。
- 三星工程 - 主要业务为建设，最有名的建设是世界上最高的摩天大厦哈里发塔，马来西亚的摩天大楼双峰塔等。

### 金融保险
- 三星生命保险 - 主要业务为人寿保险和金融服务。
- 三星火灾海上保险 - 主要业务为人寿保险和金融服务。
- 三星信用卡 - 主要业务为信用卡业务，贷款，租赁服务。
- 三星证券 - 主要业务为资产管理、中介业务。
- 三星投资信托管理 - 主要业务为投资信托。
- 三星风险投资 - 主要业务为风险投资业务。
- 三星資產管理 – 主要业务为全球相關投資各類信託基金及互惠基金管理。

### 其它部门

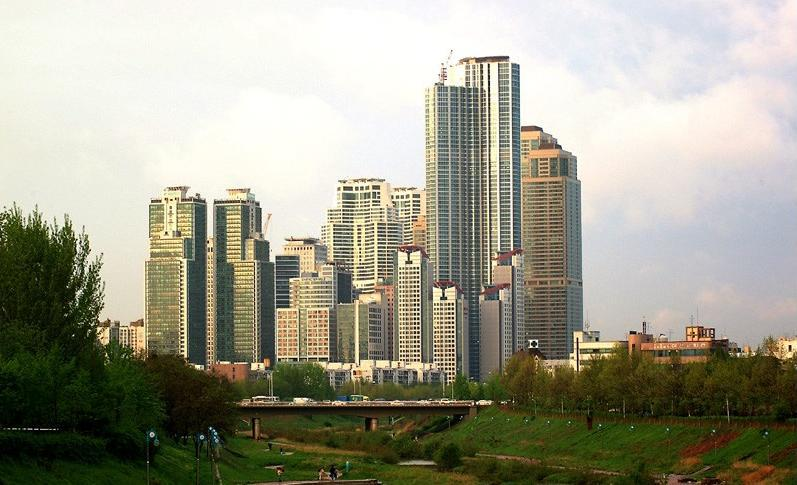
首尔的「三星宫殿」大楼群开发案

- Samsung Bioepis Co——生物仿製藥公司
- 三星第一纺织——主要业务为是时装、纺织、化工、电子材料相关。於2014年併入三星SDI。
- 第一企划——主要业务为是广告代理业务。
- 新罗酒店——主要业务为是酒店相关业务。
- 三星爱宝乐园（Everland）——位于京畿道龙仁市的游乐园，是韩国第二大游乐园，由庆典世界（Festival World）、加勒比海湾、爱宝乐园赛车场（Speedway）组成。
- 三星首尔医院
- 三星狮
- 三星经济研究所
- 三星综合技术院
- 三星人力开发院
- 湖岩财团
- S-1
- 三星文化基金会
- 三星福利基金会
- 三星人寿大众福利基金会
- Sweetmay

### 合资公司
- 东芝三星储存科技公司——日本东芝与韩国三星电子共同合资的数据储存公司，主要为生产光驱。
- 雷诺三星汽车——法国雷诺汽车与韩国三星汽车公司合资的企业，是韩国第三大车辆制造商，该公司注重在韩国国内市场的销售，对外出口量很少，该品牌由于得到日产汽车的技术协助，设计都以日产汽车为蓝本。雷诺三星汽车的长期目标是2010年将其产量增至50万辆，其中出口要达到25万辆，而目前雷诺汽车占了该公司80%的股份。

## 赞助

### 运动赞助

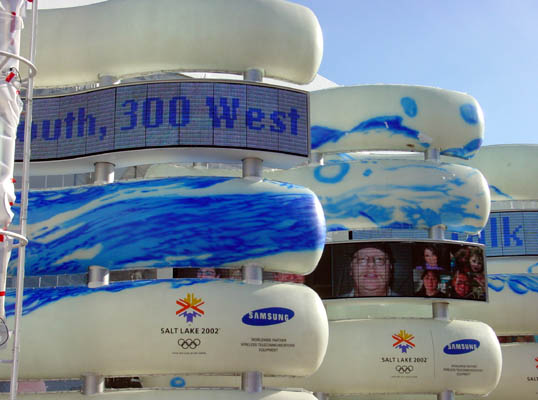
2002年冬季奧林匹克運動會

三星集团旗下的職業运动團隊有: 韓國職業棒球聯盟三星狮、K聯賽1水原三星蓝翼足球俱乐部等等，同時三星为2005年至2015年英超切尔西足球俱乐部的官方赞助商，及1998年至2008年奥林匹克运动会无线通信设备类的官方赞助商。
- 2002年，盐湖城冬季奥运，三星宣传馆开馆。
- 2003年世界青年足球锦标赛，三星为官方赞助商。
- 2003年8月，三星电子为世界曲棍球比赛赞助商。
- 2006年，三星赞助冰上体育运动的发展。
- 2008年，三星成为广州亚运会赞助商。
- 2009年，台湾三星成为听奥一级赞助商，赞助听障奥林匹克运动会中华代表团。
- 2010年冬季奥林匹克运动会，三星，和IBM、联想、宏碁为奥运全球赞助商。
- 2012年伦敦奥运，三星成为全球赞助商。

### 資訊科技贊助
- 2019年3月，三星向在EOS.IO平台建立的AR 的分散式應用程式Infiniverse項目捐贈了5萬美元，以作產品開發之用途。[18]
- 2019年4月，三星聯合Benson Oak Ventures和Elron等投資者，為智慧型手機錢包應用ZenGo籌集了400萬美元。[19]

## 區塊鏈發展
2019年3月，三星推出的Galaxy S10附有加密錢包功能。三星通訊技術戰略主管Chai Won-cheol透過新聞表示，三星將與電信運營商合作開拓"區塊鏈技術鑑定"和"國家貨幣(法幣)"計畫，將可以為"主要開發者和新創企業"的"新區塊鏈服務"提供基礎。

## 争议

### 财务丑闻
2007年，三星集团前法律顾问金勇哲（又譯金勇澈或金容哲）在全國直播的電視記者會上举报，在李健熙会长指使下，三星集团筹措数十亿美元设立秘密资金，用来贿赂政府官员、法官、检察官和媒体，以阻止当局调查三星的内部管理问题。同年11月23日，韩国国会成立独立调查组，介入所指控的秘密资金案。
虽然检察官以违反信托、逃漏税起诉，但最后判決李健熙罪名成立仅逃税和3年徒刑，缓刑5年，2008年4月，李健熙就特检展开秘密资金调查一事发表道歉，并同时辞去会长职务。但是2009年12月，李明博总统决定给予李健熙特赦，原因是「韓國要申办2018年冬季奥运，李健熙是国际奥委会委员，为了整体国家利益，给予特赦」。

### 無視法律
三星曾於2012年阻止韓國公正交易委員會進入公司調查，同時涉及銷毀相關文件。

### 阻碍成立工会
2013年10月21日，《韩国经济》报道三星一份名為“2012年S集团劳资战略”的文件内容曾經提及「如有员工企图成立劳工工会，公司将立刻采取行动，查处相关员工的行为，严加惩罚、以儆效尤，预先彻底铲除集团内成立工会的任何势力。」文件亦透露三星已另行成立“劳资协议会”组织，负责阻碍员工组织工会。另一方面，《京乡新闻》的报道亦称三星为掌握工会情况还在室内安装闭路电视监视系统，甚至派人进行尾随跟踪。KBS报道指出「浦项三星电子服务中心工作的几名职员加入当地的金属工会，没几天这几个人就调职到附近的庆州分公司，不仅上班时间增加，收入也大幅减少」，引发外界質疑三星镇压工会。

### 捲入政治風暴
在崔順實的干政事件中，三星集團涉及幫其女兒鄭維羅購置馬場及賽馬，並總共為他們提供了數十億韓元。
2017年2月17日，李在鎔副會長因涉及向朴槿惠總統行賄以及挪用公款、在「親信門」醜聞聽證會上作偽證、包庇犯罪等嫌疑而遭到特別檢查組逮捕。同月28日，韓國檢方以行賄與挪用公款的罪名起訴集團副會長李在鎔和包括兩名「未來戰略室」主管在內的四名高管。
2017年朴槿惠遭罷免後，李在鎔被判刑5年，但2018年上訴法庭就駁回他大部分的行賄指控，獲得緩刑，當庭釋放。但隨後最高法院裁決李在鎔行賄案發回二審法院重審，他接著被定罪再度入獄。
李在鎔為了更容易掌控家族集團，涉嫌操縱股市而受審，他因為同樣的理由賄賂朴槿惠，而遭到定罪。
2021年8月13日，三星副會長李在鎔假釋出獄。